# Драгойца
Вижте пояснителната страница за други значения на Драгоица.
Драгоица (или Драгойца) е планински рид в Западния Предбалкан (Ботевградски Предбалкан), Софийска област и области Враца и Ловеч.
Планинският рид Драгоица се издига във вътрешната структурна ивица на Западния Предбалкан, т.нар. Ботевградски Предбалкан. На север склоновете на рида се спускат стръмно към Батулска река (западна, десен приток на Искър) и Батулска река (източна, ляв приток на Панега), които отделят рида от Карлуковската хълмиста област. На изток и югоизток със стръмни, на места отвесни склонове Драгоица се спуска към град Ябланица, в района на който чрез ниска седловина (456 м) се свързва с рида Лисец. На запад и юг, където склоновете на рида са в по-голямата си част отвесни, ридът Драгоица достига до долината на река Малки Искър, която го отделя от ридовете Гола глава (на запад) и Лакавица (на юг).
Ридът Драгоица има почти правоъгълна форма, като от запад на изток дължината му е около 16 км, а ширината му от север на юг варира от 8 до 14 км. Максимална височина е връх Нишана (956,5 м), издигащ се в източната част на рида, на 3,3 км по права линия западно от град Ябланица. Северните, западните и южните части на Драгоица се отводняват от десните притоци на река Малки Искър, а североизточните – от Батулска река (източна) и нейните десни притоци.
Билото на рида е широко и плоско, изградено от долнокредни (титонски) варовици, моделирани в Драгойнинската синклинала. По-голямата част от рида е заета от редки церово-горунови гори и пасища. Тук-таме има и обработваеми земи.
Във вътрешността на рида и по неговите склонове са разположени 12 населени места, в т.ч. 1 град и 11 села:
- Област Враца

- Община Роман – Караш, Марково равнище, Средни рът и Хубавене;

- Област Ловеч

- Община Ябланица – Батулци, Добревци, Дъбравата и Ябланица;

- Софийска област

- Община Правец – Калугерово, Манаселска река, Равнище и Своде.

Югоизточно от Драгоица, през седловината, свързваща го с рида Лисец, преминават участъци от автомагистрала „Хемус“ и първокласен път № 3 от Държавната пътна мрежа Ботевград – Плевен – Бяла.
По западното подножие на рида, по долината на река Малки Искър, от село Калугерово до град Роман, на протежение от 23,1 км – участък от третокласен път № 308 от Държавната пътна мрежа Осиковска Лакавица – Роман.
През 2000 г. на около 700 м н.в. върху скалния венец „Зъба“ е открито гнездо на черен щъркел. На 9 април е забелязан един екземпляр, но през следващата година гнездото вече го няма.
В Драгоица са разположени защитения парк „Гарванче“ и хижа „Провъртеник“. На връх Нишана има телевизионна кула и ретранслатори за доставка на Интернет до град Луковит, и военна база.
От името на планинския рид идва и името на ябланишкото туристическо дружество „Драгоица“.

## Топографска карта
- Лист от карта K-34-36. Мащаб: 1 : 100 000.
- Лист от карта K-34-48. Мащаб: 1 : 100 000.
- Лист от карта K-35-25. Мащаб: 1 : 100 000.
- Лист от карта K-35-37. Мащаб: 1 : 100 000.